# Black Watch/Jupiter (Schiff, 1966)
Das Passagier- und Frachtschiff Black Watch / Jupiter war ein kombiniertes Passagier-, Fracht- und Fährschiff, und das vermutlich einzige Schiff, das über einen Zeitraum von 20 Jahren im halbjährlichen Turnus seinen Schiffsnamen wechselte.

## Geschichte

### Fred Olsen Lines/Det Bergenske Dampskibsselskab

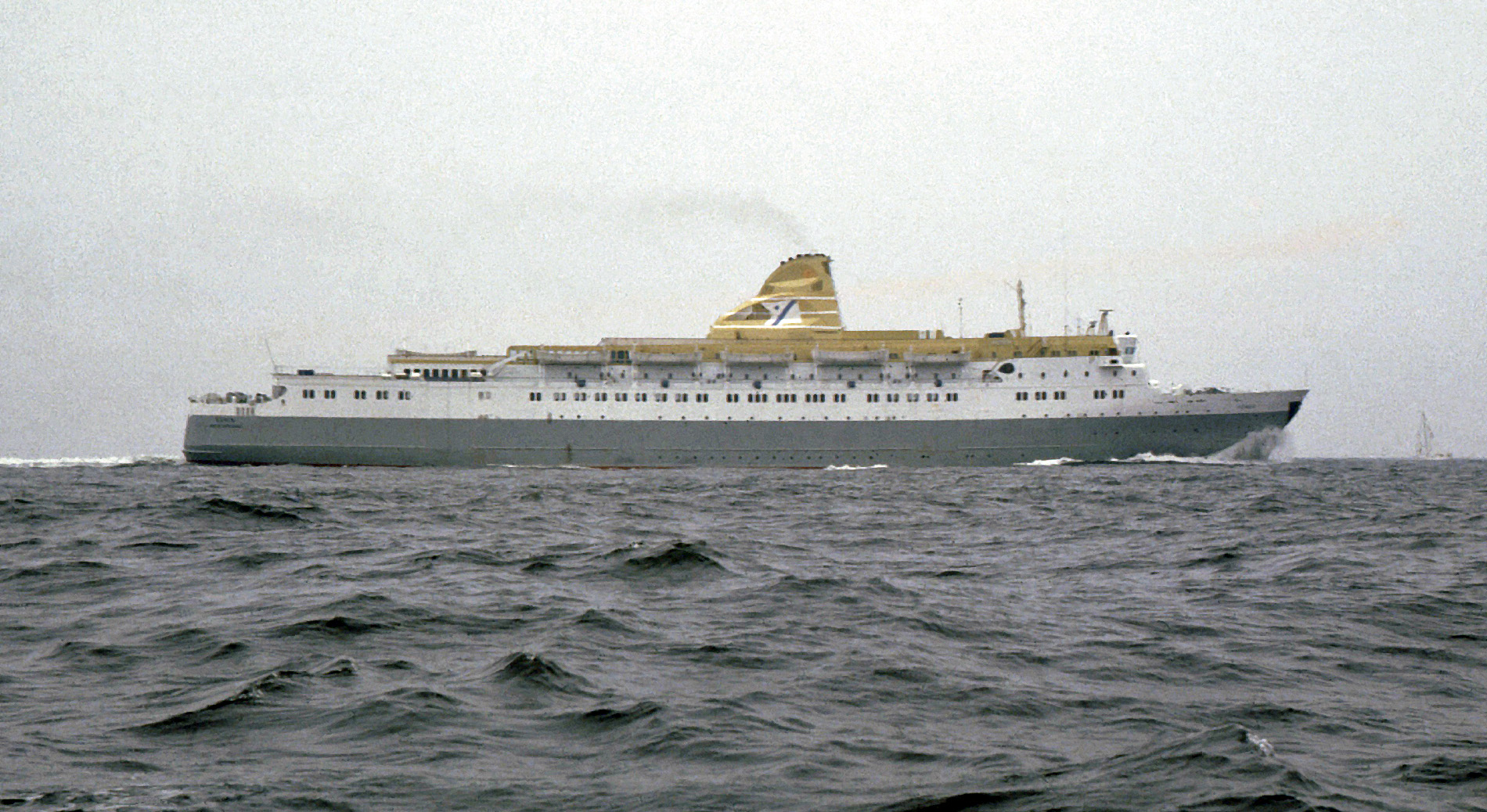
Black Watch 1980 (mit F.Olsen-Logo)

Die norwegische Reederei Fred Olsen & Co gab 1965 den Bau zweier Schiffe dieses kombinierten Schiffstyps bei der Flenderwerft in Lübeck-Siems in Auftrag. Diese baute 1966 zwei dieser durch je zwei SEMT-Pielstick-Dieselmotoren angetriebenen Schiffe. Als erstes wurde am 25. Juni 1966 als Baunummer 560 die zusammen mit der Bergener Reederei Det Bergenske Dampskibsselskab, die zu dieser Zeit auch die Hurtigruten betrieb, bestellte Black Watch/Jupiter fertiggestellt und lief danach zu ihrer Jungfernfahrt aus.
In den folgenden 20 Jahren führte die Black Watch/Jupiter ihre beiden Schiffsnamen, die beide in die Schiffspapiere eingetragen waren, im Halbjahreswechsel. In den Wintermonaten Oktober bis Mai fuhr das Schiff unter dem Namen Black Watch für Fred Olsen & Co hauptsächlich Linienkreuzfahrten zwischen London und Madeira auf den Kanarischen Inseln, wobei es in den dafür vorgesehenen Kühlladeräumen Südfrüchte transportierte. In den Sommermonaten Mai bis Oktober betrieb die Reederei Det Bergenske Dampskibsselskab das Schiff als Fährschiff Jupiter auf etwas variierenden Routen zwischen Norwegen und Großbritannien. Im Sommer 1976 fuhr die Jupiter zwischen Bergen und Cuxhaven. In den Sommersaisons von 1982 bis 1986 war die Jupiter an DFDS A/S verchartert, wobei sie am 28. Mai 1984, während sie auf der Linie Göteborg, Esbjerg und Newcastle eingesetzt war, nahe Esbjerg ein Feuer im Maschinenraum hatte, dessen Schäden bei Blohm & Voss in Hamburg repariert wurden. Bereits am 23. Juni 1984 konnte sie den Betrieb wieder aufnehmen.

### Späterer Einsatz
Im August 1986 wurde sie an die Norway Line, Bergen, Norwegen, verkauft und fest umgetauft in Jupiter. Von Oktober 1986 bis zum April 1987 lag sie als Hotelschiff in Kristiansand. Danach wurde sie regelmäßig für Kreuzfahrten und Fährverkehr eingesetzt und mehrfach verkauft, aufgelegt und umbenannt. Im April 1989 war sie für Kreuzfahrten in Nordeuropa kurzfristig an Benetton verchartert. Neuer Eigner ab Anfang 1990 war die Color Line. Im Mai 1990 wurde das Schiff an Marlines, Limassol, Zypern, zur Übergabe im Oktober 1990 verkauft und nach erfolgter Übergabe und Registrierung in Panama in Crown M. umbenannt. Der nächste Name war ab 2000 Byblos. Im Juli 2001 diente sie für eine Woche als Hotelschiff während des G8-Gipfels in Genua. Im November 2005 wurde das Schiff nach längerer Aufliegezeit erneut verkauft, in Crown umbenannt und als Hotelschiff während des Palm Islands Projekts in Dubai eingesetzt. Im Juli 2008 erfolgte schließlich der Verkauf an indische Abbrecher. Für die Überführung nach Alang wurde das Schiff in Crown A umbenannt. Am 23. September 2008 endete seine letzte Fahrt in Alang, wo es zwei Tage später auf Strand gesetzt und anschließend abgebrochen wurde.

## Passagier- und Ladungseinrichtungen
Die Black Watch/Jupiter verfügte über Passagiereinrichtungen, mit denen der Passagierbereich im halbjährlichen Wechsel schnell auf die verschiedenen Anforderungen des jeweiligen Betriebs angepasst werden konnte. Das Hauptdeck diente beim Einsatz als Fährschiff zur Unterbringung der Autos. Während der Sommersaison wurde dort die palettierte Kühlladung verstaut. Dazu war dieser Bereich in sieben Kühlräume mit zusammen 3250 m³ unterteilt, die Temperaturbereiche von −2 °C für sechs Räume und bis zu −25 °C für den Tiefkühlraum erlaubten. Neben der Heckrampe verfügte die Black Watch/Jupiter auch über zwei Seitenpforten und einen Laderaumlift.

## Schwesterschiffe
Die beiden weiteren Schiffe dieser Serie waren die Black Prince, die später im gleichen Modus mit der Reederei Det Bergenske Dampskibsselskab betrieben und halbjährlich in Venus umbenannt wurde, sowie die nur bedingt als Schwesterschiff zu bezeichnende etwas größere und in England gebaute Blenheim.